# Rudolf Hohe
Rudolf Maria Everhard Hohe (* 7. September 1837 in Bonn; †  29. Dezember 1877 ebenda) war ein deutscher Maler, Lithograph und Zeichenlehrer.

## Leben
Er war der Sohn des Universitätszeichenlehrers Nicolaus Christian Hohe (1798–1868) und Adelheid Sieben und Bruder von Carl Leonhard Hohe (1847–1882). Seit dem 15. Oktober 1869 war er mit Maria Odenkirchen verheiratet. Zusammen hatte das Paar drei Kinder. 
Als Soldat gehörte er dem preußischen „Rheinischen Fußartillerie-Regiment Nr. 8“ an und nahm am Deutschen Krieg von 1866 in Luxemburg teil.
Rudolf Hohe war einer der Schüler seines Vaters Nicolaus Christian Hohe. Eine weitere künstlerische Ausbildung ist unbekannt. Er war als Gehilfe seines Vaters bei dessen Tätigkeit als Kopist mittelalterlicher Monumentalmalereien im Rheinland beteiligt. Durch ein Skizzenbuch in Privatbesitz lassen sich Wanderungen im Siebengebirge und dem Rheintal im Jahr 1859 zusammen mit weiteren Schülern Christian Hohes (u. a. Charles Valentine Riley) belegen. Durch eine Serie von sechs Bleistiftzeichnungen in einem Skizzenbuch ist ein Aufenthalt in Luxemburg während des Deutschen Krieges von 1866 als Soldat nachweisbar. Er war von 1867 bis 1869 Teilhaber des Photographischen Ateliers Hess & Hohe, dass sich sowohl auf Lithographien mit Landschaftsansichten als auch auf die Porträtfotografie spezialisiert hatte. Teilhaber war der Porzellanmaler und Photograph Friedrich Hess in Bonn.